# International Sport and Leisure
International Sport and Leisure (ISL) era una empresa suiza de patrocinio deportivo que estuvo muy vinculada a la FIFA.

## Historia
ISL fue fundada por el expropietario de Adidas, Horst Dassler. ISL se asoció con la FIFA, el Comité Olímpico Internacional y la Asociación Internacional de Federaciones de Atletismo.
ISL quebró en 2001 con deudas de 153 millones de libras esterlinas.
En 2008, tras una investigación de cuatro años de la fiscalía del cantón suizo de Zug, seis antiguos ejecutivos de ISL, incluyendo el presidente anterior, Jean Marie Weber, fueron acusados de una serie de delitos que incluían fraude, desfalco y falsificación de documentos.
En julio de 2010, el reformado Comité de Ética de la FIFA empezó a investigar los pagos ilegales realizados por ISL, además de evaluar el comportamiento del presidente de la FIFA, Sepp Blatter. ISL se había especializado en la compraventa de los derechos de emisión de eventos FIFA, como la Copa del Mundo de fútbol, con contratos valorados en millones de dólares.
En 2012, con la documentación hecha pública por los tribunales suizos, se supo que dos ejecutivos de FIFA, el presidente anterior João Havelange y Ricardo Teixeira, habían recibido 41 millones de francos suizos (unos 27 millones de libras esterlinas) de ISL entre los años 1992 y 2000. Solo 3 millones de francos suizos, pactados con la fiscalía, fueron devueltos en concepto de reparación de daños.
El caso se cerró el 30 de abril de 2014 con la decisión de Hans-Joachim Eckert de que, entre los años 1992 y 2000, ISL había pagado sobornos a Havelange, Teixeira y Nicolás Leoz Almirón, entonces presidente de la Conmebol. Como Havelange (presidente honorario de la FIFA) y Leoz ya habían renunciado a sus puestos a principios de abril de 2014, no se tomó ninguna acción adicional contra ellos. Por el contrario, Blatter fue exonerado de "mala conducta criminal o ética", pero fue descrito como "torpe". También se cuestionó si él "sabía o debería haber sabido si ISL había sobornado a otros funcionarios de la FIFA en los años anteriores a su quiebra".